# Dolné Zelenice
Dolné Zelenice is een Slowaakse gemeente in de regio Trnava, en maakt deel uit van het district Hlohovec.
Dolné Zelenice telt 579 inwoners.